# Hypalon

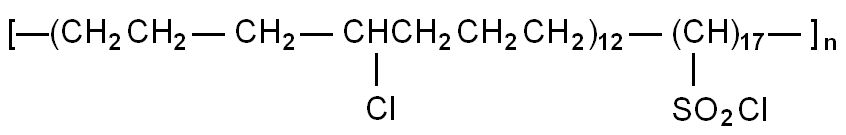
Polietileno clorosulfonado

Hypalon era un caucho sintético de polietileno clorosulfonado (CSPE) conocido por su resistencia a los productos químicos, las temperaturas extremas y la luz ultravioleta. Era un producto de DuPont Performance Elastomers, una subsidiaria de DuPont.

## Estructura química
El polietileno se trata con una mezcla de cloro y dióxido de azufre bajo radiación UV. El producto contiene un 20-40% de cloro. El polímero también contiene un pequeño porcentaje de grupos clorosulfonilo (ClSO2-). Estos grupos reactivos permiten la vulcanización, lo que afecta fuertemente la durabilidad física de los productos. En 1991 se produjeron unas 110.000 toneladas anuales.

## Discontinuación
DuPont Performance Elastomers anunció el 7 de mayo de 2009 que tenía la intención de cerrar su planta de fabricación en Beaumont, Texas, para el 30 de junio de 2009. Esta era la única planta de DPE para materiales CSM. Por lo tanto, la empresa estaba abandonando el negocio de Hypalon y su producto relacionado, Acsium. El cierre de la planta se retrasó hasta el 20 de abril de 2010, en respuesta a las solicitudes de los clientes.